# Siphona pallida
Siphona pallida är en tvåvingeart som beskrevs av Herting 1959. Siphona pallida ingår i släktet Siphona och familjen parasitflugor. Inga underarter finns listade i Catalogue of Life.